# 波乃耶 (传教士)
波乃耶（Dyer Ball，1796年6月3日—1866年3月27日），出生于美国马萨诸塞州西布易顿，美国公理会来华传教士医生。
1822年在安多福的一所中学学古典文学，此后到耶鲁大学和纽黑文神学院进修。1827年与Lucy Mills女生结婚。1827年他获得尤宁学院文学士学位。1831年成为传教士。此后在圣奥古斯丁和查尔斯顿布道。1833年左右在查尔斯顿学医，1836年获得尤宁医学院医学学士学位，并加入联合长老会。1837年获得医学博士学位。1838年秋他们夫妇和博曼传教士被派遣到新加坡的华侨中传教、看病。1841年到澳门。1843年举家迁往香港。1844年波乃耶夫人去世。1845年波乃耶迁居广州传教。他在广州建立一所学校和一所诊疗所，还同时布道，印发一份颇受欢迎的中英文传道日历《华英和合通书》。1846年波乃耶与约翰斯顿小姐结婚。1854年夫妇同到英国小住后前往美国。1856年底，又启程回广州，于第二年的5月抵达广州。波乃耶于1866年3月27日在广州逝世。

## 著作
- 《耶稣钉十字架受死三日复活论》
- 《崇拜爷华祝文》
- 《耶稣启迪圣灵感化之意义》
- 《警富贫要略》
- 《常拜爷华之道》
- 《耶稣是天地万物人类之宗》
- 《律法圣诫略论》
- 《水火警世文》
- 《耶稣钉十字架略论》
- 《约翰启示录》
- 《耶稣圣经选择文》
- 《爷华真实菩萨像是虚物》
- 《华英和合通书》